# Viktor Kolotov
Viktor Mychajlovyč Kolotov (in ucraino Віктор Михайлович Колотов?, in russo Виктор Михайлович Колотов?, Viktor Michajlovič Kolotov; Judino, 3 luglio 1949 – Kiev, 3 gennaio 2000) è stato un allenatore di calcio e calciatore sovietico e dal 1991 ucraino, di ruolo centrocampista.

## Carriera
Con la maglia della Dinamo Kiev vinse sei campionati sovietici (1971, 1974, 1975, 1977, 1980 e 1981), due Coppe dell'URSS (1974 e 1978) ed una Coppa delle Coppe (1975).
Con la Nazionale sovietica prese parte alle Olimpiadi del 1972 e del 1976, vincendo il bronzo in entrambe le occasioni, ed agli Europei del 1972 in cui arrivò in finale.

## Palmarès

### Giocatore

#### Club

##### Competizioni nazionali
- Campionato sovietico: 6

Dinamo Kiev: 1971, 1974, 1975, 1977, 1980, 1981
- Coppa dell'Unione Sovietica: 3

Dinamo Kiev: 1974, 1978, 1982
- Supercoppa dell'Unione Sovietica: 1

Dinamo Kiev: 1980

##### Competizioni internazionali
- Coppa delle Coppe: 1

Dinamo Kiev: 1974-1975
- Supercoppa UEFA: 1

Dinamo Kiev: 1975

#### Nazionale
- Bronzo olimpico: 2

Monaco di Baviera 1972, Montréal 1976